# 克雷桑萨克和皮索

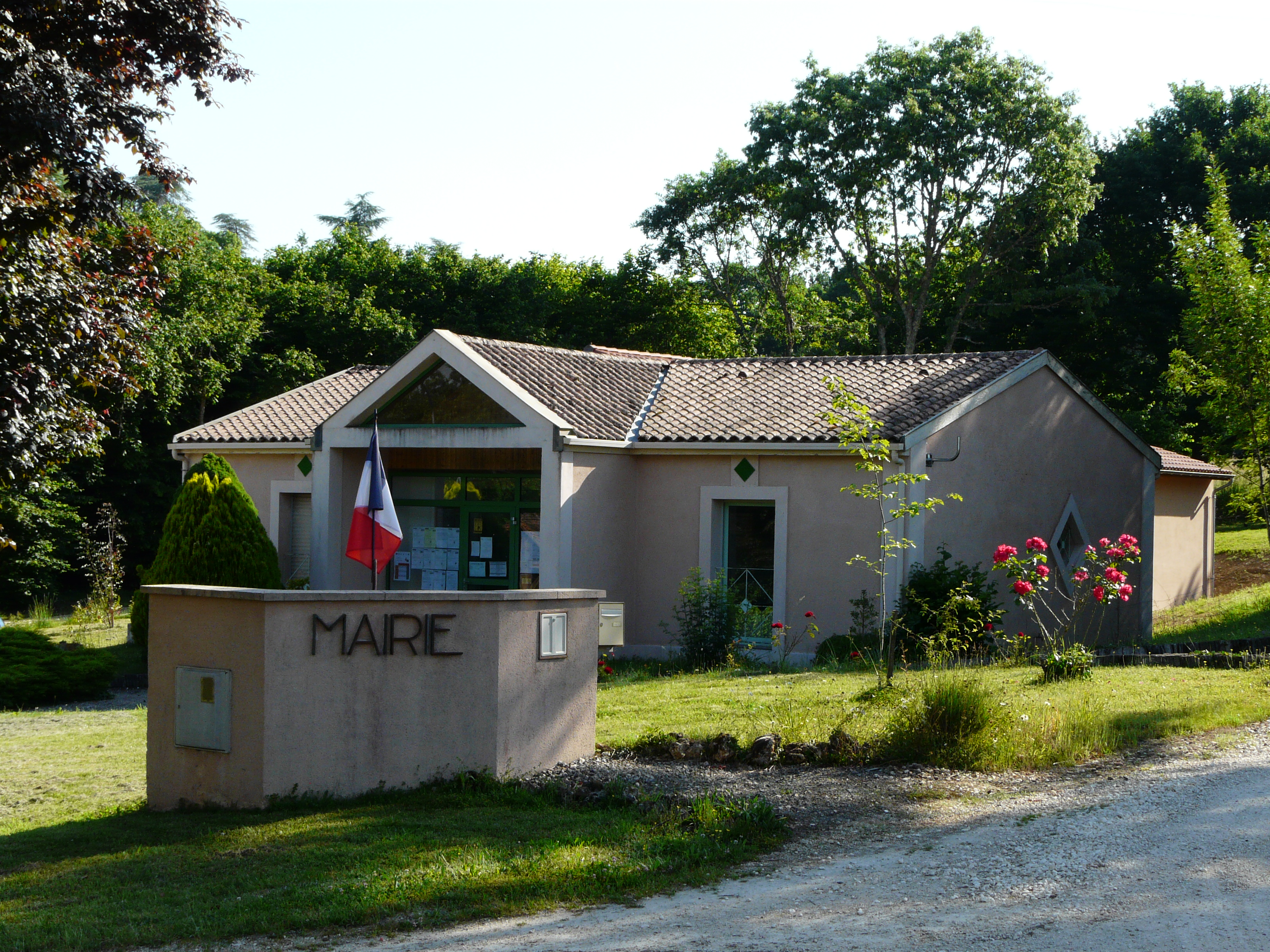

克雷桑萨克和皮索（法語：Creyssensac-et-Pissot）是法国多尔多涅省的一个市镇，属于佩里格区（Périgueux）韦尔格县（Vergt）。该市镇总面积8.62平方公里，2009年时的人口为221人。

## 人口
克雷桑萨克和皮索人口变化图示